# أثينا: إلهة الحرب
أثينا إلهة الحرب (بالكورية: 아테나: 전쟁의 여신) هو مسلسل درامي تلفزيوني تجسسي كوري جنوبي تم بثه على قناة SBS في عام 2010. تبلغ ميزانية المسلسل 20 مليار وون، وهي من بين أغلى الأعمال الدرامية الكورية التي تم إنتاجها على الإطلاق.

## القصة
جماعة إرهابية تعرف بـ أثينا بقيادة سون هيوك العقل المدبر الذي يهدد كوريا الجنوبية العالم إيقاف نشاط هذه الجماعة كلف لي جونغ وو العميل الخاص وكالة الأمن القومي بإحباط مؤامرتهم الإرهابية جو سوو يونغ ابنة رئيس كوريا الجنوبية أختطفت وتم إخفائها في إيطاليا وجونغ وو وفريقه مهمتهم البحث عن ابنة الرئيس وإعادتها إليه

## الإنتاج
المسلسل هو إصدار منشق من سلسلة آيريس (2009)، تم انتاجه بواسطة تايوون إنترتينمنت بتعاون مع قسم الدراما إس بي إس.

## وصلات خارجية
- أثينا إلهة الحرب على موقع IMDb (الإنجليزية)
- أثينا إلهة الحرب على موقع فيلمافينيتي (الإسبانية)
- أثينا إلهة الحرب على موقع كينوبويسك (الروسية)
- أثينا إلهة الحرب على موقع قاعدة بيانات الفيلم (الإنجليزية)